# سیلوان
سیلوان یا شهر میافارقین یک شهر باستانی در نزدیکی دیار بکر، در کشور ترکیه امروزی است‌. این شهر امروزه شهر سیلوان نامیده می‌شود. (در کردی: سلیوا یا فرقین) نام شهری در استان دیاربکر ترکیه با جمعیت کاملا کردی است. جمعیت آن در سال ۲۰۰۸ میلادی ۷۳۶'۴۲ نفر بوده و در مقایسه با سرشماری سال ۱۹۹۰ که ۷۳۱'۶۰ نفر بوده است با کاهش جمعیت مواجه است. مقبره سلطان جلال‌الدین خوارزمشاه (۱۲۳۱ _۱۱۹۹ میلادی) آخرین سلطان خاندان خوارزمشاهیان که پس از رزم و جنگ و گریز با چنگیزخان مغول (به رود سند زدن و مبارزه‌اش با تیر و کمان با چنگیزخان معروف است) و فرزندانش شکست خورد، در این شهر قرار دارد.

## پیشینه
گویا میافارقین عربی تحریف میفرکت (Maypharkath) آرامی یا موفرگن (Moufargin) ارمنی باشد که یونانیان آن را مارتیروپلیس می‌گفتند. مقدسی در قرن چهارم از آن نام برده و گوید شهری خوب است و بارویی سنگی و کنگره‌دار با خندقی عمیق دارد و پیرامون خندق حومه‌ای بزرگ با مسجد جامع واقع است. یاقوت و قزوینی هر دو از کلیساهای متعدد و از سه برج و هشت دروازه‌ی شهر که از زمان قدیم در آنجا وجود داشته شرح مفصل نوشته‌اند. یاقوت گوید اسم آن شهر به یونانی مدورصالا به معنی شهر شهیدان است و تاریخ آن شهر به زمان تئودسیوس می‌رسد. از بقایای آن کلیساها تا قرن هفتم کلیسایی از زمان عیسی باقی بود و در بالای برج جنوب غربی آن صلیب بزرگی دیده می‌شود که روی آن به سمت اورشلیم بود و به طوری که نقل می‌کردند این صلیب کار همان سازنده‌ای بود که صلیب بزرگ برج کلیسای قیامت بیت‌المقدس را ساخته و این دو صلیب به شکل یکدیگر بوده و باعث اعجاب و تحسین ناظرین. همچنین در محله‌ی یهودی‌ها نزدیک کنیسه یهودی‌ها حوضچه‌ای از سنگ مرمر سیاه وجود داشت که در آن محفظه‌ای شیشه‌ای بود و در آن محفظه مقداری خون یوشع بن نون را حفظ کرده بودند. در قرن هشتم که میافارقین به دست مغول‌ها افتاد هنوز اهمیت داشت.